# ماريانو غوميز
ماريانو غوميز هو قسيس ومؤلف وكاتب فلبيني، ولد في 2 أغسطس 1799 في مانيلا في الفلبين، وتوفي بنفس المكان في 17 فبراير 1872.